# Bedford County (Virginia)
Bedford County ist ein County im Bundesstaat Virginia der Vereinigten Staaten. Bei der Volkszählung im Jahr 2020 hatte das County 79.462 Einwohner und eine Bevölkerungsdichte von 40,7 Einwohner / km². Der Verwaltungssitz (County Seat) ist Bedford.

## Geographie
Bedford County liegt etwas südwestlich des geographischen Zentrums von Virginia, ist im Westen etwa 60 km sowie im Süden etwa 65 km von North Carolina entfernt und hat eine Fläche von 1992 Quadratkilometern, wovon 38 Quadratkilometer Wasserfläche sind. Es grenzt im Uhrzeigersinn an folgende Countys: Amherst County, Campbell County, Pittsylvania County, Franklin County, Roanoke County, Botetourt County und Rockbridge County. Der höchste Punkt ist der 1287 m hohe Apple Orchard Mountain. in den 1960er Jahren wurden bei Huddleston die beiden Flüsse Roanoke River und Blackwater River durch den Smith Mountain Dam zum Smith Mountain Lake aufgestaut und ein Wasserkraftwerk errichtet. Inzwischen wurden der entstandene See und seine Uferbereiche zum Smith Mountain Lake Stae Park erklärt.

## Geschichte
Gebildet wurde es 1753 aus Teilen des Albemarle County und des Lunenburg County und benannt nach John Russell, 4. Duke of Bedford, einem Außenminister von Großbritannien. Aus dem Bedford County wurden 1782 das Campbell County und 1786 das Franklin County gebildet.

## Demografische Daten

Alterspyramide des Bedford County

Nach der Volkszählung im Jahr 2000 lebten im Bedford County 60.371 Menschen in 23.838 Haushalten und 18.164 Familien. Die Bevölkerungsdichte betrug 31 Einwohner pro Quadratkilometer. Ethnisch betrachtet setzte sich die Bevölkerung zusammen aus 92,18 Prozent Weißen, 6,24 Prozent Afroamerikanern, 0,20 Prozent amerikanischen Ureinwohnern, 0,43 Prozent Asiaten, 0,01 Prozent Bewohnern aus dem pazifischen Inselraum und 0,20 Prozent aus anderen ethnischen Gruppen; 0,74 Prozent stammten von zwei oder mehr Ethnien ab. 0,74 Prozent der Bevölkerung waren spanischer oder lateinamerikanischer Abstammung.
Von den 23.838 Haushalten hatten 32,5 Prozent Kinder und Jugendliche unter 18 Jahre, die bei ihnen lebten. 65,4 Prozent waren verheiratete, zusammenlebende Paare, 7,5 Prozent waren allein erziehende Mütter, 23,8 Prozent waren keine Familien, 20,2 Prozent waren Singlehaushalte und in 7,3 Prozent lebten Menschen im Alter von 65 Jahren oder darüber. Die Durchschnittshaushaltsgröße betrug 2,52 und die durchschnittliche Familiengröße lag bei 2,89 Personen.
Auf das gesamte County bezogen setzte sich die Bevölkerung zusammen aus 24,0 Prozent Einwohnern unter 18 Jahren, 5,8 Prozent zwischen 18 und 24 Jahren, 29,9 Prozent zwischen 25 und 44 Jahren, 27,5 Prozent zwischen 45 und 64 Jahren und 12,8 Prozent waren 65 Jahre alt oder darüber. Das Durchschnittsalter betrug 40 Jahre. Auf 100 weibliche Personen kamen 99,5 männliche Personen. Auf 100 Frauen im Alter von 18 Jahren oder darüber kamen statistisch 97,5 Männer.

Das jährliche Durchschnittseinkommen eines Haushalts betrug 43.136 USD, das Durchschnittseinkommen der Familien betrug 49.303 USD. Männer hatten ein Durchschnittseinkommen von 35.117 USD, Frauen 23.906 USD. Das Prokopfeinkommen betrug 21.582 USD. 5,2 Prozent der Familien und 7,1 Prozent der Bevölkerung lebten unterhalb der Armutsgrenze. Davon waren 8,3 Prozent Kinder oder Jugendliche unter 18 Jahre und 10,5 Prozent waren Menschen über 65 Jahre.

## Städte und Gemeinden
- Bellevue
- Hardy
- Huddleston
- Moneta